# Hermann Weyl
Hermann Klaus Hugo Weyl (Elmshorn 1885. november 9. – Zürich, 1955.  december 9.) német-amerikai matematikus, elméleti fizikus és filozófus.

## Életpályája
Matematikai tehetsége már kora gyermekkorában megmutatkozott. 1904-ben beiratkozott a müncheni egyetemre, majd Göttingenben tanult tovább, ahol David Hilbertnél doktorált. Göttingeni magántanárként nagy hatással volt rá Edmund Husserl filozófus, 1901–1916 között a filozófia tanszék vezetője. Ebben az időben vette feleségül Helene Joseph filozófusnőt. 1913–1930 között Weyl a zürichi ETH matematika tanszékének vezetője, ahol Albert Einstein kollégája volt. Weylt elbűvöli az Einstein elmeléte mögötti matematikai elmélet.
1921-ben Schrödinger Zürichbe  költözött és Weyl egyik legjobb barátja lett. 1930–1933 között  Weyl ismét Göttingenben dolgozott, ahol a nyugdíjba vonult Hilbert helyét töltötte be. Zsidó származású felesége miatt 1933-ban az Amerikai Egyesült Államokba költözött, ahol a princetoni IAS munkatársa 1952-es nyugdíjazásáig.
1927-ben Lobacsevszkij-díjat kapott.

## Munkássága
Jelentős eredményt ért el a következőkben: a fizika geometriai megalapozása, topológiai csoportok, Lie-csoportok, harmonikus analízis, analitikus számelmélet, a matematika megalapozása.
Magyarul megjelent könyve: Szimmetria (Gondolat Könyvkiadó, Budapest, 1982).